# Galovské lúky
Galovské lúky je přírodní rezervace v katastrálním území obce Huslenky v okrese Vsetín. Rozkládá se na temeni Javorníků poblíž návrší Hrachovec (777 m), asi 3½ km jihovýchodně od Huslenek. Oblast spravuje AOPK ČR Správa CHKO Beskydy. Důvodem ochrany jsou louky s výskytem řady vzácných a zvláště chráněných druhů rostlin a živočichů, zajištění podmínek k perspektivnímu vývoji populací těchto druhů (zejména vstavačovitých).

## Galerie

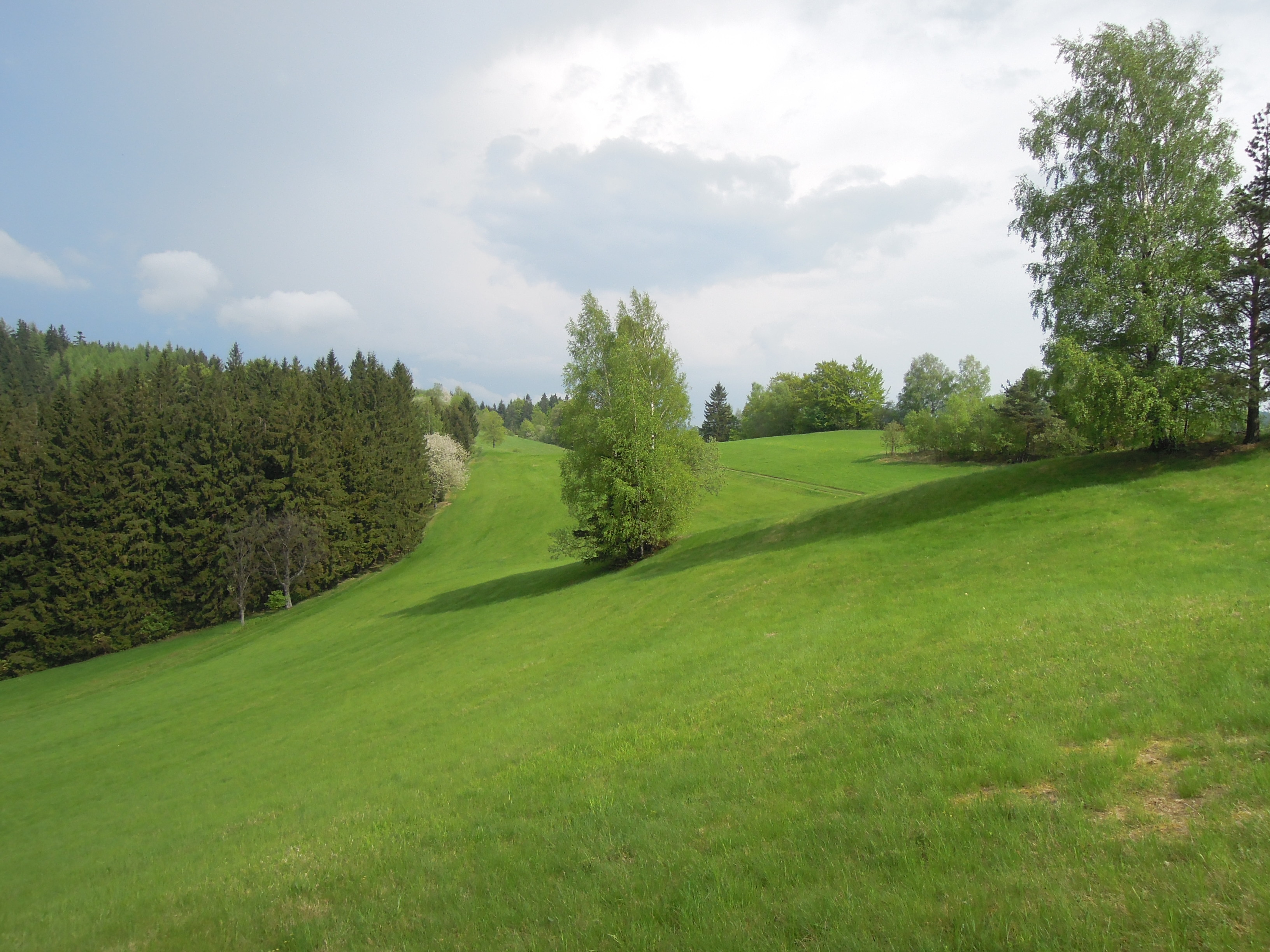
Galovské lúky
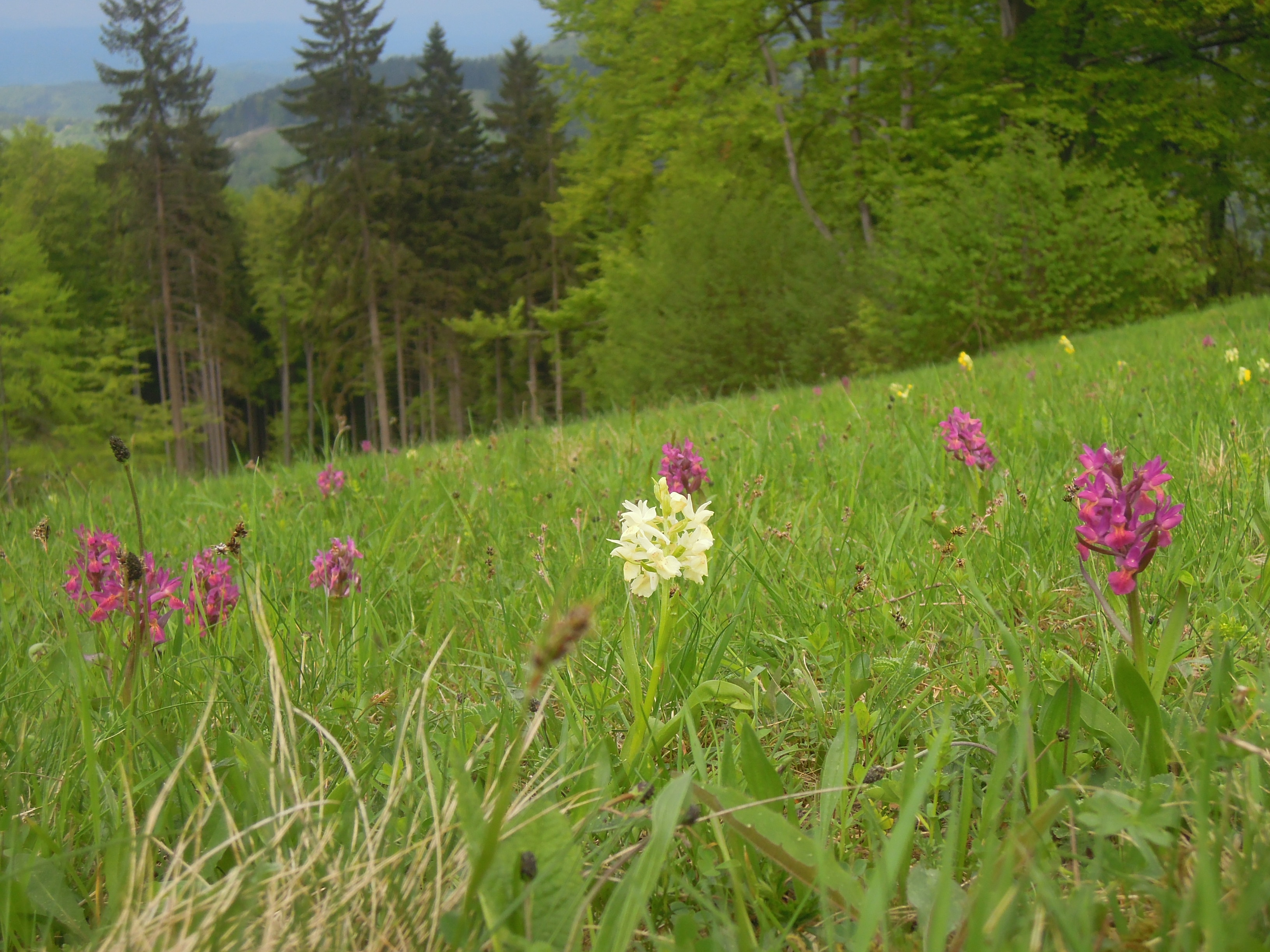
Pohled na louku s chráněnými vstavači
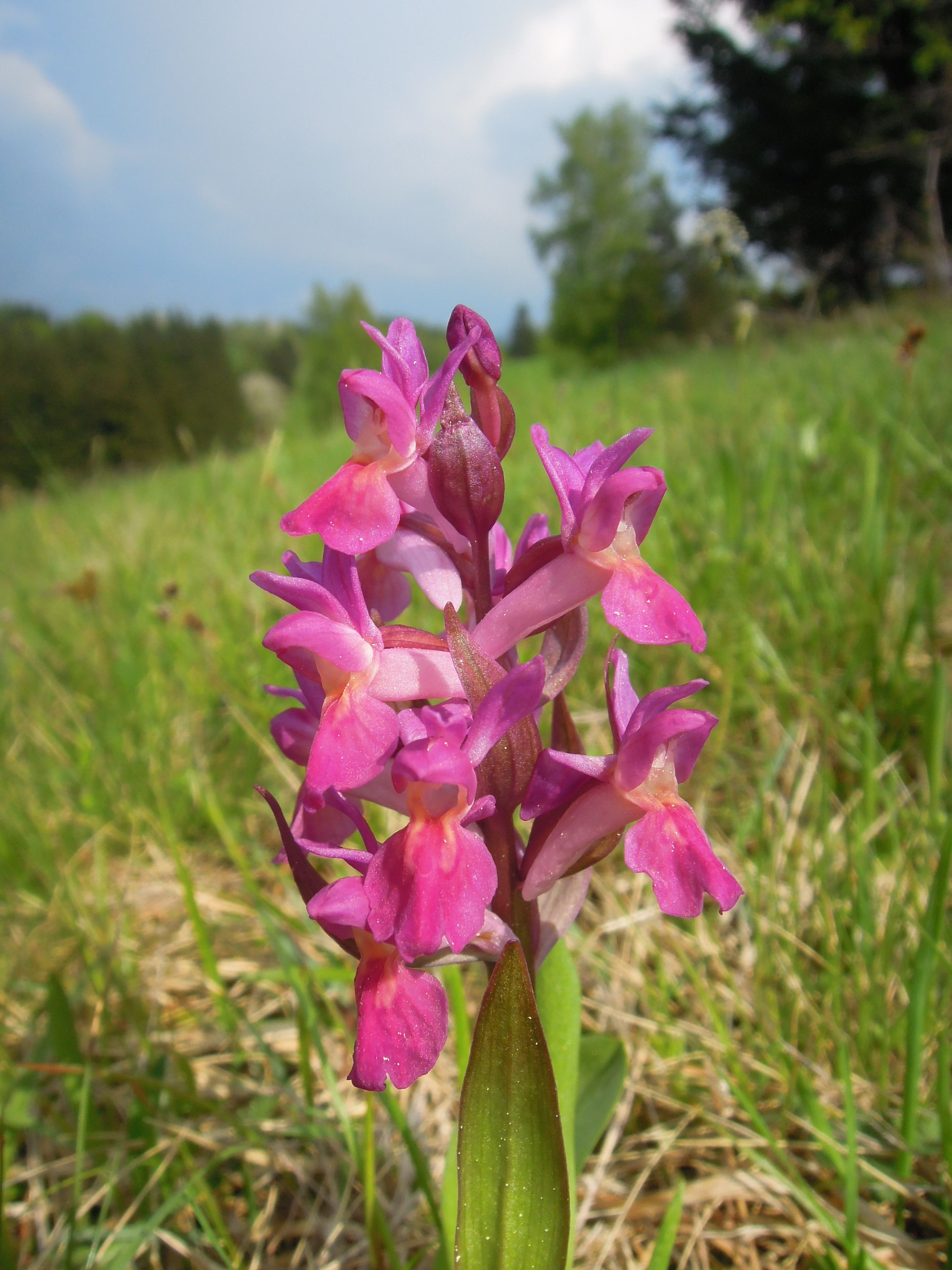
Prstnatec bezový